# 尤莉亚·欧列伽芙娜·沃尔科娃
尤莉亚·欧列伽芙娜·沃尔科娃（俄语：Юлия Олеговна Волкова，1985年2月20日—），生于苏联时期莫斯科，俄羅斯雙人女生音乐組合t.A.T.u.前成員。

## 簡歷
尤莉亚出生於1985年2月20日，是俄羅斯雙人團體t.A.T.u.的一員，她們因震驚大眾及只穿著內衣褲上台等挑戰尺度的表演而聲名大噪。尤莉亚在團體中為偏向"頑皮的壞女孩"的角色。
她入行前，曾在非常流行的俄羅斯兒童合唱團Непоседы演唱。不久後，茱莉亞離開了Непоседы兒童合唱團， 列娜緊隨其後。
尤莉亚於1999年被選為團體t.A.T.u.的第2位成員，在Katina早已成為正式成員並已獨自錄製多首試唱帶後。
為了成為t.A.T.u.團員，她必須將天生的金髮剪短並染黑。兩個女孩的一舉一動，一言一行，甚至是她們的感受都被很緊的注意著。尤莉亚被告知要忽視新聞報導與輿論的所提出的問題，並且只要專注於她自己和Katina之間的默契。
尤莉亚在對英文這個語言並不熟悉的情況下錄製了t.A.T.u.的英語專輯。一位專門將英語以第2語言的形式教學的教授被請來教導她。在早期的訪談中，她的回答很少超過一個英文單字，而Lena必須經常為了報導而翻譯她說的話。在近期的訪談中，她展現了大幅進步的英語能力，且大多時候都能自己回答問題，不再依賴列娜的翻譯。 同樣的，當t.A.T.u.開始準備征服西方的音樂市場時，尤莉亚的名字改為英文名Julia。但在從西方回到俄羅斯和最近發表的專輯裡，她又多以原名Yulia出現。
在2003年2月，尤莉亚被報導了墮胎，內容是她在莫斯科的醫院進行墮胎手術。而尤莉亚在12月於紀錄片節目"Anatomy of t.A.T.u." 中承認這項報導。在2004年初，尤莉亚的聲音在錄製t.A.T.u.的第2張專輯期間開始受損，這紀錄在節目Podnebesnaya當中。原因是製作人Ivan Shapovalov 在她聲音無法負荷的情況下仍施加壓力，堅持要她唱歌，她得了聲帶囊腫。 除了不滿t.A.T.u.的管理方法，和對Ivan Shapovalov 的不滿，她於2004年10月忍受切除囊腫的手術。她的合約卻聲明任何因她住院和恢復期的經濟損失都必須由她負責。 手術不只在她脖子上留下很大的疤痕，也嚴重的拖延了團體的進度。 她現在還在忍受療程和恢復她的聲音。
在2004年5月，尤莉亚宣布她懷孕了，而孩子的父親是她交往已久的男友Pavel (Pasha) Sidorov。 她在2004年9月23號產下女兒Viktoria Pavlovna Volkova。 Volkova則在2005年春天和Sidorov分手。然而她並沒有單身太久。 在2005年於洛杉磯錄製第2張專輯時，尤莉亚開始和一位俄籍商人Tigran約會。
同時在2006年4月，尤莉亚被報導與前Smash!!及前Непоседы成員Vlad Topalov約會。報導指出她非常愛他，並想為他生孩子。不過，在一個2007年1月的烏克蘭版柯夢波丹訪談中，尤莉亚提到她已經和Topalov因為個性不合而分手。 甚至有傳聞指出Topalov和她已經結婚並懷有小孩，但兩項指控很快的被證實為假。
她也曾被看到和俄國饒舌歌手Timati在一起。